# Сюткін Олексій Геннадійович
Олексій Геннадійович Сюткін (1985) — український тріатлоніст. Чемпіон Європи в естафеті. Дворазовий чемпіон Європи з акватлону. Майстер спорту України міжнародного класу. Учасник Європейських ігор 2015.

## Досягнення
- Чемпіон Європи в естафеті (1): 2009
- Чемпіон Європи з акватлону (2): 2014, 2016

## Статистика
Статистика виступів у світовій чемпіонській серії:
| Дата | Назва турніру              | Місце | Очки     | Примітки |
| ---- | -------------------------- | ----- | -------- | -------- |
| 2009 | Чемпіонат світу            | 107   | 101      |          |
| 2010 | Чемпіонат світу            | 62    | 461      |          |
|      | Чемпіонат світу (естафета) | 5     | 00:17:22 | п        |
| 2011 | Чемпіонат світу            | 144   | 31       |          |
| 2012 | Чемпіонат світу            | 125   | 190      |          |
| 2013 | Чемпіонат світу            | 110   | 138      |          |
| 2014 | Чемпіонат світу            | 121   | 188      |          |
| 2016 | Чемпіонат світу            | 135   | 109      |          |
| 2017 | Чемпіонат світу            | 177   | 50       |          |

Кращі виступи:
| Дата       | Назва турніру                                    | Місто           | Місце | Час      | Примітки                                                             |
| ---------- | ------------------------------------------------ | --------------- | ----- | -------- | -------------------------------------------------------------------- |
| 02.07.2009 | 2009 Holten ETU Triathlon European Championships | Голтен          | 1     | 00:25:18 | естафета (партнери: Олеся Пристайко, Ростислав Пєвцов, Олеся Дереза) |
| 02.08.2009 | 2009 Egirdir ITU Triathlon European Cup          | Егридир         | 1     | 01:49:34 |                                                                      |
| 01.06.2013 | Чемпіонат України з тріатлону                    | Київ            | 1     | 01:48:59 | призери: Іван Іванов, Антон Вітолін                                  |
| 31.05.2014 | Чемпіонат Європи з акватлону                     | Кельн           | 1     | 00:28:31 | призери: Дмтро Маляр і Педру Мендеш (Португалія)                     |
| 18.06.2014 | Чемпіонат України з тріатлону                    | Житомир         | 3     | 01:55:21 | кращі результати у Сергія Курочкіна і Віктора Земцева                |
| 09.08.2015 | 2015 Riga ETU Sprint Triathlon European Cup      | Рига            | 2     | 00:53:50 | переможець Олександр Брюханков                                       |
| 16.08.2015 | 2015 Egirdir ETU Triathlon European Cup          | Егридир         | 2     | 02:01:20 |                                                                      |
| 04.06.2016 | Чемпіонат України з тріатлону                    | Дніпропетровськ | 1     | 01:45:15 | призери: Сергій Курочкін, Данило Сапунов                             |
| 25.06.2016 | Чемпіонат Європи з акватлону                     | Шатору          | 1     | 00:27:33 | призери: Єгор Мартиненко, Дмитро Маляр                               |
| 02.06.2018 | 2018 Dnipro ETU Sprint Triathlon European Cup    | Дніпро          | 2     | 00:52:58 | переможець Ян Волар (Чехія)                                          |
| 2018       | Чемпіонат України з тріатлону                    | Вишгород        | 1     |          | призери: Єгор Мартиненко, Іван Меньшиков                             |
| 29.082020  | Чемпіонат України (Ironman 70.3)                 | Сухолуччя       | 2     | 3:57:34  | переможець Курочкін Сергій                                           |